# Ruch pełzakowaty

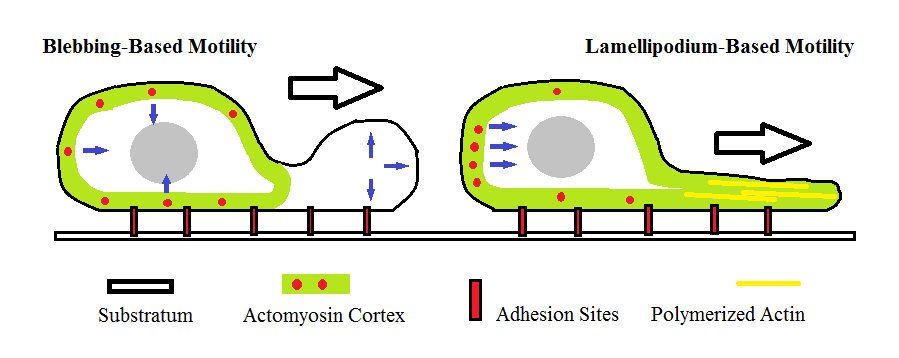
Dwa typy ruchu pełzakowatego

Ruch pełzakowaty, ruch ameboidalny, ruch pseudopodialny – sposób poruszania się korzenionóżek (ameby), śluzowców i wielu pierwotniaków, a także niektórych komórek eukariotycznych (np. leukocytów), polegający na skurczach i przelewaniu się protoplazmy, co powoduje tworzenie charakterystycznych wypustek – nibynóżek.